# حب الثلج الغواتيمالي
حب الثلج الغواتيمالي (الاسم العلمي:Symphoricarpos guatemalensis) هو نوع من النباتات يتبع جنس حب الثلج من الفصيلة المعزية الورق.